# Феджецел (Хунедоара)
Феджецел (рум. Făgețel) — село у повіті Хунедоара в Румунії. Входить до складу комуни Добра.
Село розташоване на відстані 318 км на північний захід від Бухареста, 24 км на захід від Деви, 126 км на південний захід від Клуж-Напоки, 106 км на схід від Тімішоари.

## Населення
За даними перепису населення 2002 року у селі проживали 32 особи, усі — румуни. Усі жителі села рідною мовою назвали румунську.